# Margny-aux-Cerises
Margny-aux-Cerises település Franciaországban, Oise megyében. Lakosainak száma 254 fő (2022. január 1.). Margny-aux-Cerises Avricourt, Beaulieu-les-Fontaines, Champien és Roiglise községekkel határos.

## Népesség
A település népességének változása:
| Lakosok száma | 244  | 254  | 256  | 261  | 259  | 256  | 254  | 254  | 254  |
|               | 2013 | 2015 | 2016 | 2017 | 2018 | 2019 | 2020 | 2021 | 2022 |